# 要樂奈
要樂奈（日语：／ Kaname Rāna ?）是日本跨媒體企劃《BanG Dream!》的虛構角色，擔任2.5次元女子搖滾樂隊MyGO!!!!!的吉他手，由青木阳菜飾演與配音。在企劃系列作品中，要樂奈為花咲川女子學園國中三年級學生。她自幼受外婆影響熱愛吉他，因沉迷外婆經營的live house而荒廢學業。後與高松燈等人相遇时決定加入她們的樂團，最終在成立的樂團MyGO!!!!!中找到了「容身之處」。
要樂奈是企劃中首位異色瞳角色。在動畫《BanG Dream! It's MyGO!!!!!》中，她被塑造為任性的流浪貓性格，為了尋找「容身之處」而加入樂團。作為特立獨行的吉他少女，樂團的衝突因她彈奏春日影而引發，但她內心反而極為感性，對樂團有著強烈的歸屬感。該角色的設定最初是為了填補先前劇情的空白，並根據企劃傳統敲定其「吉他變態」的形象。
要樂奈的角色設計和劇情塑造獲正面評價。評論員稱要樂奈是動畫中最不受拘束且充滿變數的成員，她以天才吉他手的姿態自作主張地加入樂團，尋找自己的歸屬；她雖然時常表現得像只神出鬼沒的「野貓」，但在關鍵時刻成為推動樂團發展與化解矛盾的重要力量。

## 創作與設計
要樂奈的扮演者和聲優青木陽菜5歲起開始彈鋼琴，中學起自學木吉他，高中至大學都在學習古典音樂。青木陽菜在訪談中提到，她是在加入《BanG Dream!》企劃後才開始接觸電吉他，其彈奏方式與演奏姿勢受自己喜愛的樂團影響，如UNISON SQUARE GARDEN、the band apart、KANA-BOON、BLUE ENCOUNT等。青木陽菜表示，由於樂奈是一名寡言的角色，因此她在詮釋台詞時，特別注重營造獨特的語感。例如（有趣的女人）或（3年級學生）等詞句，她希望能讓觀眾對這些關鍵詞留下深刻印象。此外，她認為樂奈雖然個性特立獨行，但內心始終在尋找屬於自己的「容身之處」。樂奈看似對周遭漠不關心，實則在做決定時都經過認真思考。她經常被比喻為「野貓」，或許正是這種近似於動物的本能，使她能夠在樂團面臨危機時預先察覺並選擇暫時避開，待風波過後再若無其事地回歸。椎名立希的聲優林鼓子指出，在劇中，樂奈與其奶奶都曾提及「容身之處」這一概念，而事實上，MyGO!!!!!的所有成員都在尋找自己的歸屬。她認為《BanG Dream! It's MyGO!!!!!》的其中一個核心主題便是「容身之處」。
《BanG Dream! It's MyGO!!!!!》的導演柿本廣大在訪談中透露，在角色設定階段，樂奈便被定位為「在特定條件下才會行動」的人。她就像一隻任性的流浪貓，是個自由的靈魂，但同時對那些能影響周圍環境、擁有獨特個性的人抱有興趣。樂奈經常使用的口頭禪「有趣的女人」，指的正是這類人。正因為自身不容易受到外界影響，她才會對那些能夠將周圍人與事捲入自己世界中的人產生興趣，甚至試圖親身體驗被這樣的個性吸引的感覺。在TV動畫第7集中，劇情的衝突正是由樂奈彈奏春日影所引發。柿本廣大在設定集中表示，為了讓觀眾能夠理解並接受樂奈的行為，不希望她淪為單純的反派角色，因此在第7集前已經先通過多層次的鋪陳來建立她的形象。當樂奈情緒高漲時，她無意間彈出了8/6拍的春日影節奏，這一細節側面展現出她的內心極為感性，對春日影懷有深厚的情感:89。
編劇綾奈由仁子透露，要樂奈這一角色最初是為了填補先前劇情中的空白而設定的。在TV動畫《BanG Dream!》第1季中，樂團聖地live house「SPACE」消失；第2季則進入了「大少女樂團時代」。原本有專門講述這一過渡時期的作品，但最終並未製作。在敲定《BanG Dream! It's MyGO!!!!!》的角色設定時，劇組參考了《BanG Dream!》系列中「彈吉他的孩子都有點奇怪」的傳統，因此為樂奈設計了「吉他變態」的角色形象，並進一步將她與「SPACE」原店長都築詩船聯繫起來，設定為詩船的外孫女。此外，樂奈經常使用的吉他亦是來自其外婆，這把吉他正是詩船过去日常使用的樂器。
2022年4月，官方宣布启动新乐队MyGO!!!!!，要乐奈为其中的吉他手。2023年4月的演唱会上，官方确认要乐奈的饰演者与配音者为青木阳菜，同时将参演TV动画《BanG Dream! It's MyGO!!!!!》。同年9月，手机游戏在日本地区新增该角色，并设有相关剧情。

## 作品中表現

### 人物設定
要樂奈是花咲川女子學園國中三年級的學生:15，擔任MyGO!!!!!的主音吉他手:1:27:22，使用的樂器為ESP POTBELLY。她是live house「SPACE」主人都築詩船的外孫女。樂奈是《BanG Dream!》企劃中第一位異色瞳角色。她的吉他技術高超，能夠僅憑一眼就記住樂譜並演奏。她在live house「RiNG」中神出鬼沒，這種隨性而為的作風有時會讓樂隊成員感到困擾。樂奈喜歡的食物是抹茶和蕎麥麵，平時的愛好則是與貓玩耍:15。她總是按照自己的步調行動，展現出如貓般捉摸不透的個性，行為舉止也與貓咪相似，被稱為「RiNG的流浪貓」。她性格寡言少語，說話簡短且用詞簡單。因對高松燈等人的樂團感到有趣而加入MyGO!!!!!。她的姓氏「要」來自東京都豐島區的要町。

### 角色故事
要樂奈自幼受外婆影響熱愛吉他，因母親計劃赴倫敦發展而選擇留在日本。初中起，樂奈開始接觸吉他，展現出天才般的水平。在live house「SPACE」，她受Glitter*Green等樂隊啟發，嚮往組建樂隊。然而，因樂奈沉迷「SPACE」而荒廢學業，外婆思考後決定關閉「SPACE」，告誡她須自行尋找歸宿。此後，她近兩年未練吉他。
要樂奈在RiNG中聽到高松燈等人組建樂團的討論，對她們產生了濃厚的興趣。在一次排練途中，樂奈擅自闖入練習室，僅憑一眼樂譜便彈奏春日影，令千早愛音自愧不如。她亦因挑戰椎名立希創作新曲，使立希壓力倍增，最終崩潰缺席排練。偶然間，眾人發現樂奈與立希同校。樂奈因「好玩」決定參與演出，後雖演奏失敗但卻被燈的MC打動，臨場即興彈奏春日影，帶動全員合奏。此舉令台下豐川祥子情緒失控，長崎爽世亦在後台發怒，而樂奈已悄然離開。隨後，樂隊因爽世離隊陷入低潮，樂奈則評價她們為「無趣的女人」後離開。此後，凜凜子糾正她的口癖，使其改稱「女孩子」。燈定了多場live，在垃圾時段朗誦詩歌，卻因此吸引樂奈關注。樂奈於台上即興為其配樂，並再次稱燈為「有趣的女孩子」，更強行拉來立希伴奏，最終促成樂團重歸於好。在之後的live中，樂隊演出圓滿成功。樂奈的外婆亦現身觀看，欣慰她終於找到「容身之地」。

## 反響與評價
動畫新聞網評論員克里斯托弗·法里斯（Christopher Farris）評論道，正如樂團名字所言，MyGO!!!!!的成員都算是「迷路的孩子」。要樂奈沒有參與樂團解散的過程，在動畫中的塑造也十分有限，她的流浪貓狀態可以追溯到TV動畫《BanG Dream!》第一季的不幸背景。动漫艺术家編輯TXin表示，自作主張加入樂團的樂奈是個能力極強但我行我素的「野貓」，因為高松燈想要「組一輩子樂團」而覺得她是個有趣的女人，希望在樂團中尋找到新的歸宿；但她又是最先加入燈的個人live，並且把椎名立希拉回樂團打鼓，為MyGO!!!!!矛盾的化解起到關鍵的作用。遊戲動力則稱要樂奈為動畫中的最大的不穩定因素。樂奈雖然是天才吉他手，但像野貓一樣神出鬼沒，自顧自地走進排練室，自顧自地彈起吉他，又因為燈是「有趣的女人」而提出要加入樂團；在第7集live上更是「非常會讀空氣」地彈奏了春日影，最終讓臺下的豐川祥子和臺上的長崎爽世先後情緒崩潰。
Real Sound評論員德田要太評論道，劇場版《BanG Dream! It's MyGO!!!!! 》雖然在官方宣傳中被稱為總集篇，但僅為樂奈添加的新情節就幾乎相當於一集動畫的長度。德田要太表示，在動畫中，樂奈的話很少，除了吉他以外對任何事都毫無興趣，被描繪成似乎沒有一般人的感情的純粹的「吉他狂」。對樂奈來說，她的依靠只有「奶奶和吉他」，因此她也以自己的方式感受到了孤獨。樂奈想要組建樂團的契機就是「大少女樂團時代」，年幼的樂奈憧憬着成為這個時代的一份子。樂奈比任何人都更積極地演奏春日影，是因為春日影意味著「肯定此時此地的歸屬」。
要樂奈受到粉絲的喜愛，粉絲通過二次創作、角色扮演等方式表達對樂奈的喜愛。日本服飾品牌GEKIROCK CLOTHING還推出了以樂奈為主題的聯動外套、運動衫、连帽衫、T恤等。

## 外部連結
- YouTube上的（日語）
- YouTube上的（日語）